# Publio Cornelio Léntulo (cónsul 27)
Publio Cornelio Léntulo  fue un senador romano del siglo I a. C. y del siglo I, cuya carrera se desarrolló bajo los imperios de Augusto y Tiberio.

## Biog4rafía
Descendiente de la importante gens Cornelia republicana, en la rama de los Cornelios Léntulus, su únicor cargo conocido fue el de consul suffectus entre julio y diciembre de 27,